# Irish Republican Army (1919–1922)
Die Irish Republican Army (deutsch Irisch-Republikanische Armee), kurz IRA, auch Óglaigh na hÉireann (irisch für Freiwillige Irlands) genannt, war eine irisch-republikanische paramilitärische Untergrundorganisation im Vereinigten Königreich von Großbritannien und Irland.
Sie war die Vorgängerorganisation, auf die sich alle nachfolgenden Gruppen, die sich ebenfalls Irisch-Republikanische Armee (IRA) nennen oder nannten, berufen. Um sie von diesen abzugrenzen, wird sie auch als Original oder Old IRA bezeichnet. Sie ging aus den 1913 gegründeten Irish Volunteers hervor, von denen ein Teil für den gescheiterten Osteraufstand 1916 in Dublin verantwortlich war, bei dem die Irische Republik ausgerufen wurde.
Die IRA entstand 1919 nach der Bildung eines illegalen Untergrundparlaments namens Dáil Éireann in Irland, das einseitig die Unabhängigkeit Irlands vom Vereinigten Königreich erklärte und erneut die Irische Republik ausrief. Als Armee dieser nicht anerkannten Republik bestimmte das Dáil die Irish Volunteers und benannte diese in Irish Republican Army um.
Für ihr Ziel eines unabhängigen, republikanischen Irlands führte sie zwischen 1919 und 1921 den Irischen Unabhängigkeitskrieg gegen die britischen Sicherheitskräfte und Institutionen in Irland. Dabei bediente sie sich vor allem der Methoden des Guerillakampfes, um das bisherige politische System und die innere Verfasstheit Irlands als integraler Bestandteil des britischen Staatsgebiets zu zerstören.
Nach der Unterzeichnung des Anglo-Irischen Vertrags im Jahr 1921, der den Unabhängigkeitskrieg beendete, spaltete sich die IRA in Vertragsbefürworter und Gegner. Aus den Vertragsbefürwortern der IRA entstand der Nukleus der Irish National Army, der heutigen Irish Defence Forces der Republik Irland. Mitglieder und andere irische Republikaner, die mit dem Vertrag nicht einverstanden waren, der Irland in den Irischen Freistaat und Nordirland teilte, kämpften als Irish Republican Army gegen ihre alten Kameraden im Irischen Bürgerkrieg von 1922 bis 1923 und über diesen hinaus für ein unabhängiges, republikanisches sowie vereintes Irland weiter.

## Wurzeln
Die Ideologie des gewaltbereiten irischen Republikanismus hatte bereits vor der Gründung der IRA eine lange Tradition in Irland. Angefangen bei den zwei Aufständen der United Irishmen von 1798 und 1803, bis zum Aufstand der Young Irelander 1848 und dem Aufstand der Irish Republican Brotherhood (IRB) im Jahr 1867. Außerdem gab es im 19. Jahrhundert auch militante ländliche Geheimgesellschaften wie die Defenders, Ribbonmen und die Unterstützer der Irish Land League.
Die Bezeichnung Irish Republican Army und das dazugehörende Akronym IRA wurden erstmals von der IRB-Organisation in den USA (auch bekannt als Fenian Brotherhood) benutzt. Diese Irish Republican Army der 1860er Jahre umfasste die paramilitärischen Verbände der US-amerikanischen Fenier. Die Fenier führten zwischen 1866 und 1871 mehrere Überfälle auf grenznahe kanadische Forts durch, um auf die damalige britische Regierung Druck auszuüben, sich aus Irland zurückziehen. In seiner heutigen Bedeutung tauchte der Begriff Irish Republican Army zum ersten Mal während des Osteraufstandes auf, als gemeinsame Eigenbezeichnung für die am Aufstand beteiligten Einheiten der Irish Volunteers und der Gewerkschaftsmiliz Irish Citizen Army.

### Home Rule und die Irish Volunteers
Die politische Gewalt, die zwischen 1916 und 1923 in Irland ausbrach, hatte ihren Ursprung in den Forderungen der irischen Nationalisten nach Home Rule innerhalb des Vereinigten Königreichs sowie dem British Empire und dem unionistischen Widerstand gegen ebendiese Forderungen. Als es immer deutlicher wurde, dass die britische Regierung bereit war, die Selbstregierung Irlands zuzulassen, führte dies 1912 zur Formation der militant-unionistischen Ulster Volunteer Force (UVF), um Home Rule zu verhindern. Daraufhin gründeten militante irische Nationalisten als Antwort die Irish Volunteers.
Der Government of Ireland Act 1914 (auch Third Home Rule Act genannt) war ein vom britischen Parlament im Mai 1914 beschlossenes Gesetz, das Irland regionale Autonomie innerhalb des Vereinigten Königreichs geben sollte. Obwohl es im September 1914 auch die königliche Zustimmung erhielt, wurde seine Einführung bis auf das Ende des Ersten Weltkrieges verschoben, da man befürchtete, dass der weiter andauernde Widerstand der irischen Unionisten gegen Home Rule sowie die illegale Bewaffnung der UVF und Irish Volunteers zu einem Bürgerkrieg führen könnte.
Nach Ausbruch des Weltkrieges im August 1914 spalteten sich die Irish Volunteers. Die über 100.000 Mitglieder der neuen National Volunteers unter Führung des Parteichefs der Irish Parliamentary Party John Redmond akzeptierten das britische Home Rule-Versprechen und so dienten an die 20.000 von ihnen im Krieg in der British Army. Jedoch weigerten sich circa 12.000 Volunteers unter Eoin MacNeill, die von der geheimen Irish Republican Brotherhood dominiert wurden, die britischen Kriegsanstrengungen zu unterstützen und nannten sich weiterhin Irish Volunteers. Während MacNeill beabsichtigte, Gewalt nur dann anzuwenden, wenn es in Irland zur Einführung der allgemeinen Wehrpflicht oder zur Entwaffnung seiner Freiwilligen kommen sollte, planten die radikalen IRB-Männer einen bewaffneten Aufstand zur Durchsetzung der völligen irischen Unabhängigkeit.
Da die kleine Gewerkschaftsmiliz namens Irish Citizen Army unter dem Sozialist James Connolly parallel zur IRB ebenfalls eine eigene Rebellion plante, wurde Connolly 1915 ins höchste Gremium der IRB aufgenommen, um die jeweiligen Aufstandspläne zu koordinieren.

### Osteraufstand und Folgen
Einige Waffen für den Osteraufstand wurden unter Aufsicht des führenden Bürgerrechtlers Sir Roger Casement aus Deutschland nach Irland geschmuggelt. Als die britische Küstenwache jedoch das betreffende deutsche Schiff Aud am 21. April 1916 vor der irischen Küste entdeckte, versenkte es sich mitsamt seiner Ladung selbst, um zu verhindern, dass die Waffen in britische Hände fielen.
Trotz dieses Fehlschlages brach der Aufstand am 24. April 1916 aus. Eoin MacNeill, der Führer der Volunteers, widerrief den Befehl zur Rebellion jedoch im letzten Moment und befahl landesweit allen Einheiten sich ruhig zu verhalten. Daraufhin nahmen nur 2.000 von insgesamt 12.000 Volunteers am Aufstand teil, der außerdem nur auf Dublin beschränkt blieb. Der ursprüngliche Plan der IRB sah vor, dass die Rebellen die Dubliner Innenstadt einnehmen und landesweit zeitgleich weitere Erhebungen durchführen sollten. In der Folge kam es zu schweren Straßenkämpfen im Zentrum Dublins, die eine Woche andauerten und das Zentrum stark zerstörten. Die Rebellen besetzten unter anderem das General Post Office (GPO), hissten dort eine Flagge mit der Aufschrift „Irish Republic“ und riefen die Unabhängigkeit für Irland aus. Am Ende mussten sie aufgeben, da die britische Armee mit über 16.000 Mann, Artillerie und einem Kanonenboot eine drückende Übermacht besaß, um den Aufstand niederzuschlagen. Über die Hälfte der circa 500 Toten waren Zivilisten, die durch das Feuer beider Seiten starben. Während des Aufstandes tauchte der Begriff Irish Republican Army zum ersten Mal in Irland auf, als gemeinsame Eigenbezeichnung für die am Aufstand beteiligten Einheiten der Irish Volunteers und der Irish Citizen Army.
Später wurde dieser Aufstand ein feierliches Ereignis für die irischen Nationalisten. Anfangs überwogen jedoch auch unter ihnen die Kritiker, da die Aufständischen einerseits nur eine kleine Fraktion waren, und andererseits bis zu 200.000 Iren auf britischer Seite im Ersten Weltkrieg kämpften. Die zahlreichen Opfer und die Zerstörungen durch den Aufstand taten ihr Übriges. So gab es sogar im Irish Independent, der auflagenstärksten nationalistischen Zeitung, Stimmen, die die Exekution der Rädelsführer forderten. Einige Dubliner spuckten auch auf die Gefangenen oder bewarfen sie mit Steinen, als diese in Richtung der Transportschiffe abgeführt wurden, die sie in die walisischen Internierungslager brachten.

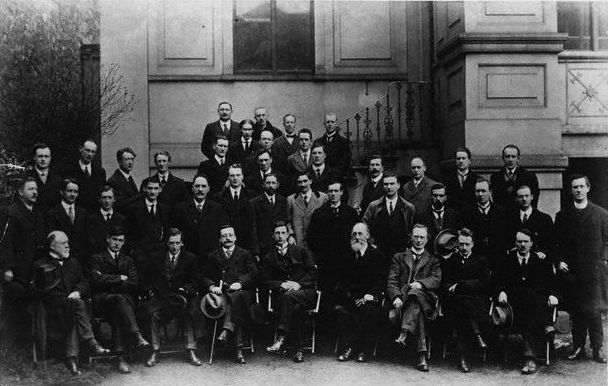
Das erste Dáil Éireann, Januar 1919. Erste Reihe, von links nach rechts: Laurence Ginnell, Michael Collins, Cathal Brugha, Arthur Griffith, Éamon de Valera, Count Plunkett, Eoin MacNeill, W.T. Cosgrave und Kevin O’Higgins

Die öffentliche Meinung veränderte sich jedoch in den nächsten zwei Jahren dramatisch zu Gunsten der Rebellen. Zunächst führten die aufeinanderfolgenden Hinrichtungen von 16 Anführern des Aufstandes und von weiteren Personen, die man der Komplizenschaft beschuldigte, sowie die massenhafte Internierung nicht direkt beteiligter Verdächtiger zu einigem Widerwillen innerhalb der Bevölkerung. Die öffentliche Meinung schwang endgültig um, als die britische Regierung versuchte, die allgemeine Wehrpflicht für das Jahr 1918 in Irland einzuführen. Seit 1917 war der Krieg auch in Irland aufgrund der großen Verluste äußerst unpopulär geworden.
Nach dem Aufstand wurde die kleine irisch-nationalistische Partei Sinn Féin in weiten Kreisen der Öffentlichkeit fälschlicherweise mit der Organisation der Erhebung in Verbindung gebracht. Ihr damaliger Parteichef Arthur Griffith sprach sich aber beispielsweise nur für ein selbstregiertes Irland unter einer britisch-irischen Doppelmonarchie aus. Erst die freigelassenen, überlebenden republikanischen Veteranen des Aufstandes infiltrierten unter Führung Éamon de Valeras sowie mit Hilfe der IRB die Sinn Féin und übernahmen 1917 deren Führung. Danach radikalisierten sie die Partei und richteten sie auf ihr Ziel einer unabhängigen irischen Republik aus.
Von 1916 bis 1918 lieferten sich die beiden dominanten nationalistischen Parteien von Sinn Féin und der konstitutionellen Irish Parliamentary Party eine Reihe harter Wahlkämpfe bei Nachwahlen. Keine der beiden Seiten gelang es, sich von der anderen abzusetzen; erst die Krise um die Wehrpflicht brachte die Entscheidung zu Gunsten Sinn Féins. Die Partei gewann bei den allgemeinen Wahlen zum britischen Parlament 1918 eine überwältigende Mehrheit in Irland mit 73 von insgesamt 105 irischen Sitzen, von denen 25 ohne einen Gegenkandidaten gewonnen wurden. Die gewählten Abgeordneten der Sinn Féin weigerten sich ins britische Parlament einzuziehen und riefen ihrerseits erneut eine Irische Republik aus, mit ihnen als deren legitime Regierung. Sie gründeten ihr eigenes illegales Untergrundparlament, das sie Dáil nannten. Die Irish Volunteers waren während der Krise um die Wehrpflicht auf 100.000 angewachsen.

## Gründung der IRA und Unabhängigkeitskrieg
Am 21. Januar 1919 tötete eine Gruppe von IRA-Freiwilligen unter Dan Breen zwei Mitglieder der Royal Irish Constabulary. Dieses Ereignis wird allgemein als Beginn des Unabhängigkeitskrieges gesehen. Am Folgetag wurden die Irish Volunteers durch den Dáil als Armee dieser neuen Republik reorganisiert. Seitdem nannten sie sich auch offiziell die Irish Republican Army. Verteidigungsminister war Cathal Brugha, Michael Collins übernahm die Rolle des Geheimdienst-Chefs und galt als eigentlicher Kopf der IRA.
Für ihr Ziel eines unabhängigen, republikanischen Irlands führte sie zwischen 1919 und 1921 den Irischen Unabhängigkeitskrieg gegen die britischen Sicherheitskräfte und Institutionen in Irland. Dabei bediente sie sich vor allem der Methoden des Guerillakampfes, um das bisherige politische System und die innere Verfasstheit Irlands als integraler Bestandteil des britischen Staatsgebiets zu zerstören. Terror gegen die Zivilbevölkerung war sowohl ein Mittel der IRA als auch der britischen Seite. So waren Polizisten und andere Angehörige der britischen Administration in Irland Opfer von Anschlägen. Durch die Vergeltungsschläge der probritischen Auxiliaries und der „Black and Tans“ wurde die Auseinandersetzung immer brutaler. Ein Höhepunkt war der 21. November 1920, der erste Blutsonntag in der irischen Geschichte. Als Antwort auf die Tötung von 12 britischen Agenten (Cairo Gang) am Morgen des Tages feuerten betrunkene Auxiliaries am Nachmittag im Croke Park in die Zuschauermenge eines Gaelic-Football-Spiels und töteten 14 Menschen.
Die erste Jahreshälfte 1921 sah eine weiter wachsende Spirale der Gewalt: 1000 Tote (300 Polizisten/Soldaten und 700 Zivilisten oder freiwillige Helfer der IRA) zwischen Januar und Juli 1921. Zusätzlich wurden in dieser Zeit 4.500 IRA-Mitglieder (oder verdächtige Sympathisanten) verhaftet. Im Mai 1921 eroberten IRA-Einheiten auf Initiative des Chief of Staff der IRA Richard Mulcahy das Custom House in Dublin und brannten es nieder.
Der Krieg endete am 11. Juli 1921 mit einem Waffenstillstand, nachdem die Auseinandersetzung in eine Art „Patt-Situation“ geraten war.

## Spaltung und Irischer Bürgerkrieg
Am 6. Dezember 1921 wurde schließlich der sogenannte Anglo-Irische Vertrag geschlossen, der die Gründung eines irischen Freistaates vorsah. In der Folge spaltete sich die IRA in Vertragsbefürworter und Gegner. Aus den Vertragsbefürwortern der IRA entstand der Nukleus der Irish National Army, der heutigen Irish Defence Forces der Republik Irland. Michael Collins, der Oberbefehlshaber der neuen irischen Streitkräfte geworden war, wurde am 22. August 1922 erschossen. Mitglieder der IRA und andere irische Republikaner, die mit dem Vertrag nicht einverstanden waren, der Irland in den Irischen Freistaat und Nordirland teilte, kämpften als Irish Republican Army gegen ihre alten Kameraden im Irischen Bürgerkrieg von 1922 bis 1923 und über diesen hinaus für ein unabhängiges, republikanisches sowie vereintes Irland weiter.